# Henryk Kozanecki
Henryk Kozanecki (ur. 1 czerwca 1898 w Łodzi, zm. 13 sierpnia 1920 w Warszawie) – polski harcerz, podporucznik pilot Wojska Polskiego. 

## Życiorys
Był synem Bolesława i Wincentyny z domu Wurbs. W 1912 wstąpił do harcerstwa. Cztery lata później, po ukończeniu Szkoły Handlowej Zgromadzenia Kupców m. Łodzi, rozpoczął studia na Wydziale Mechanicznym Politechniki Warszawskiej. W 1914 zapisał się do Legionów, ale z powodu młodego wieku nie został przyjęty. Zaangażował się w działalność konspiracyjną Polskiej Organizacji Wojskowej w Łodzi. W 1918 służył w 23 pułku piechoty skąd 11 listopada 1918 roku przeszedł do 2 eskadry wywiadowczej i skończył Wojskową Szkołę Lotniczą w Warszawie. Jako że wykazywał wybitne zdolności pilotażu i wielką wiedzą mechaniczną, został instruktorem warsztatów lotniczych przy Krakowskiej Szkole Pilotów.
Po wybuchu wojny polsko-bolszewickiej na ochotnika zgłosił się do eskadr liniowych. Jako pilot został przydzielony najpierw do 18 eskadry wywiadowczej, a później do 12 eskadry wywiadowczej. Dzielnie walczył w obronie Warszawy dokonując wielu lotów bojowych. 12 sierpnia 1920 roku w czasie kolejnego lotu zostaje śmiertelnie ranny. Po wylądowaniu został przewieziony do Szpitala Ujazdowskiego, w którym zmarł następnego dnia. Został pochowany na Cmentarzu Wojskowym na Powązkach (kwatera A11-7-4).

## Ordery i odznaczenia
- Krzyż Niepodległości – pośmiertnie 3 maja 1932 „za pracę w dziele odzyskania niepodległości”[4]
- Polowa Odznaka Pilota – pośmiertnie 11 listopada 1928 „za loty bojowe nad nieprzyjacielem w czasie wojny 1918-1920”[5]